# 学分制收费
学分制收费是中国大陆高校的一次教育收费改革，主要借鉴美国加拿大等地大学收费分为注册费和学分费的原则。
率先实施的学校有武汉大学、华东师范大学等。